# Everett McGill

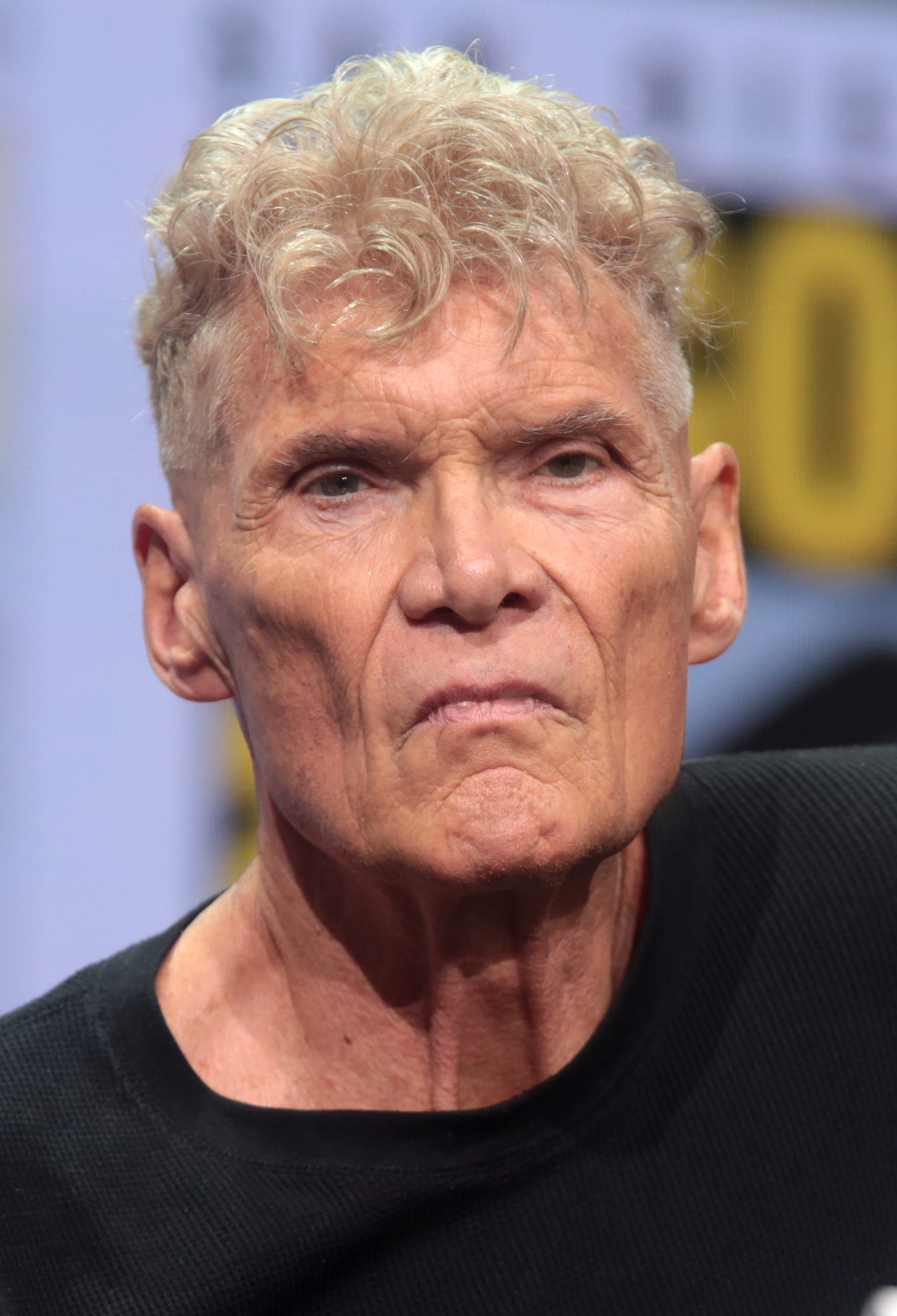
Everett McGill (2017)

Everett Charles McGill III (* 21. Oktober 1945 in Miami Beach, Florida) ist ein US-amerikanischer Schauspieler.

## Leben
Everett McGill wurde als Schauspieler an der Royal Academy of Dramatic Arts in London ausgebildet. Danach spielte er zunächst in mehreren preisgekrönten Stücken am Broadway in New York. Mitte der 1970er-Jahre kam er zu ersten Fernsehauftritten, darunter eine feste Rolle in der Seifenoper Springfield Story.
Im Jahr 1981 wurde McGill erstmals einem größeren Kinopublikum durch seine Verkörperung des Höhlenmenschen Naoh in dem französisch-kanadisch-amerikanischen Film Am Anfang war das Feuer von Jean-Jacques Annaud bekannt. Ebenfalls im Gedächtnis blieben seine Rollen als Vorgesetzter von Clint Eastwoods Hauptfigur im Militärfilm Heartbreak Ridge (1986), als korrupter FBI-Agent Killifer in dem James-Bond-Film Lizenz zum Töten (1989) und als Gegner von Steven Seagal in Alarmstufe: Rot 2 (1995). Aufgrund seines muskulösen Körperbaus und seinen markanten Gesichtszügen war McGill besonders häufig auf Schurkenrollen oder andere einschüchternd wirkende Figuren abonniert.
Wiederholt arbeitete er mit David Lynch zusammen, der ihn in seinen Kinofilmen Der Wüstenplanet und Eine wahre Geschichte – The Straight Story sowie als Tankstellenbesitzer Big Ed Hurley in der Serie Twin Peaks besetzte. McGill verabschiedete sich Ende der 1990er-Jahre aus dem Schauspielgeschäft und zog ins ländliche Arizona. Als David Lynch ihn für die Neuauflage von Twin Peaks von 2017 erneut in der Rolle des Big Ed verpflichtete, gelang das erst nach einer längeren Suche, McGills derzeitigen Wohnort ausfindig zu machen.
Seine Nachnamensgleichheit mit dem Schauspieler Bruce McGill wurde ihm im Laufe der Casting-Vorbereitungen zur Serie Babylon 5 zum Verhängnis. Erfinder und Produzent J. Michael Straczynski wollte ihn für die Rolle des Major Ryan in der Episode Die Strafaktion besetzen. Straczynski kannte von Everett McGill nur den Nachnamen, als er ihn zu einem Vorsprechen einladen wollte. So bejahte er wider besseres Wissen die Nachfrage seines Assistenten, ob er denn Bruce McGill wolle. Die Verwechslung fiel ihm erst auf, als dieser vor ihm stand. Straczynski entschied sich aber trotz dieses Fehlers für Bruce McGill.

## Auszeichnungen
Für seine Rolle in der Serie Twin Peaks wurde McGill für den Soap Opera Digest Award in der Kategorie Bester Nebendarsteller in einer Prime-Time-Serie nominiert.

## Filmografie
- 1974: Great Performances (Fernsehserie, Folge Enemies)
- 1975–1976: Springfield Story (The Guiding Light, Seifenoper)
- 1979: Yanks – Gestern waren wir noch Fremde (Yanks)
- 1980: Nachts in Union City (Union City)
- 1980: Brubaker
- 1980: A Time for Miracles (Fernsehfilm)
- 1981: Am Anfang war das Feuer (La guerre du feu)
- 1984: Der Wüstenplanet (Dune)
- 1985: Der Werwolf von Tarker Mills (Silver Bullet)
- 1986: Field of Honor
- 1986: Heartbreak Ridge
- 1987: Three on a Match (Fernsehfilm)
- 1987: Der Werwolf kehrt zurück (Werewolf; Fernsehserie, 1 Folge)
- 1988: NAM – Dienst in Vietnam (Tour of Duty; Fernsehserie, 1 Folge)
- 1988: Kampf auf der Todesinsel (Iguana)
- 1989: James Bond 007 – Lizenz zum Töten (Licence to Kill)
- 1990: Das Camarena-Komplott (Drug Wars: The Camarena Story; Fernseh-Miniserie, 3 Folgen)
- 1990: Tödliche Gier (Jezebel's Kiss)
- 1990–1991: Twin Peaks (Fernsehserie, 22 Folgen)
- 1991: Das Haus der Vergessenen (The People Under the Stairs)
- 1995: Alarmstufe: Rot 2 (Under Siege 2: Dark Territory)
- 1996: Ein Präsident für alle Fälle (My Fellow Americans)
- 1998: Jekyll Island – Ohne Ausweg (Jekyll Island)
- 1999: Eine wahre Geschichte – The Straight Story (The Straight Story)
- 1999: JAG – Im Auftrag der Ehre (Fernsehserie, 1 Folge)
- 2014: Twin Peaks: Die fehlenden Teile (Twin Peaks: The Missing Pieces); mit Archivmaterial von McGill
- 2017: Twin Peaks (Fernsehserie, 2 Folgen)